# Shirdi Sai Baba
Sai Baba di Shirdi (28 settembre 1838 – Shirdi, 15 ottobre 1918) è stato un mistico indiano.

## Biografia
Della nascita di Sai Baba di Shirdi non si sa nulla.
È oggi una delle figure più venerate in India, sia dalla componente musulmana che da quella induista ed è considerato come un'incarnazione dell'Amore.
Secondo una leggenda, sarebbe nato nello Stato di Nazim da una famiglia di bramini. Si suppone che essendo stato abbandonato dalla sua famiglia, sia stato poi allevato da un fachiro e, in seguito alla morte del fachiro sia stato preso dallo zamindar (raccoglitore di tasse) di Selu che lo allevò insegnandogli i principi della sua religione.
Come già detto però non vi è alcuna conferma storica di tale origine e lo stesso Sai Baba non ne fece mai cenno.
L'unico dato certo è che, all'apparente età di 16 anni, fece la sua prima comparsa a Shirdi (piccolo villaggio nello Stato del Maharastra, India) al seguito di un corteo matrimoniale.
Rimase a Shirdi per quattro anni, poi sparì per un anno circa e quindi, nel 1858, ritornò a Shirdi dove rimase ininterrottamente per sessanta anni sino alla sua morte avvenuta nel 1918.
Tale Baghat Mhalsapati quando lo vide tornare la seconda volta lo chiamò "Sai Baba", cioè "Santo padre".
Prese residenza presso una vecchia e fatiscente moschea, dove visse una vita solitaria sopravvivendo di elemosina e ricevendo visitatori itineranti di religione Indù o Musulmana. Nella moschea ha mantenuto un fuoco sacro che viene indicato come dhuni, da cui egli dava sacre ceneri ( "Udhi") per i suoi ospiti prima di andarsene. Si credeva che la cenere avesse poteri curativi e apotropaici. Sai Baba infatti usava l'applicazione di cenere per trattare i malati.
Di carattere gioviale, amava parlare e scherzare con i suoi numerosi fedeli. Nessuno seppe mai se fu induista o musulmano. Ottimo conoscitore di entrambe le religioni, partecipava senza preferenze alle feste dell'una o dell'altra. Anche se il suo vestito ricordava l'usanza musulmana, lui si diceva contemporaneamente fachiro e bramino, e, aveva una notevole conoscenza delle pratiche yoga. Per lui il Dio degli induisti e il Dio dei musulmani erano la stessa ed unica Divinità.
Il suo insegnamento orale avveniva generalmente tramite parabole, ma l'insegnamento più profondo, quello che attirò su di lui la profonda devozione dell'intero Paese, avvenne tramite l'esempio della sua vita.
Sebbene nel corso degli anni somme sempre più ingenti di denaro e offerte arrivassero alla sua residenza, egli visse sempre nella più assoluta povertà, andando ogni mattina personalmente a mendicare il cibo per la giornata.
Non ebbe mai un guardaroba, ma usava sempre lo stesso straccio di cui egli stesso rammendava e rattoppava i buchi sin tanto che qualche discepolo lo obbligava a sostituirlo con uno nuovo. Tutto quello che arrivava, veniva immediatamente regalato a chi ne aveva bisogno.
Non predicò mai la povertà ai suoi discepoli e non chiese a nessuno di seguire il suo stile di vita. Non pose nemmeno divieti sul cibo che ciascuno poteva mangiare, anzi, a volte sforzò qualche bigotto a mangiare ciò che la sua religione gli vietava.
Era sempre raggiungibile da chiunque, 24 ore al giorno sempre pronto a rispondere a qualsiasi domanda. Era solito chiedere ogni giorno ai discepoli più ricchi dalle 4 alle 100 rupie, che immediatamente ridistribuiva tra i discepoli più poveri. Quando gli richiesero perché lo facesse, rispose che chiedeva solo a coloro che gli venivano indicati dal Fakir (Dio), ma che in cambio del denaro ricevuto lui era obbligato a donare qualcosa di valore dieci volte superiore.
Il suo insegnamento fu essenzialmente l'Amore. Diceva che il giorno che il discepolo avesse realizzato cos'era veramente, avrebbe automaticamente ottenuto la rivelazione. Insisteva sempre sul fatto che se si riusciva a vedere Dio in tutto il creato, sarebbe risultato assurdo il litigio e l'odio, divenendo di fatto impossibile provare risentimento verso qualcuno. La strada per raggiungere tutto ciò veniva da lui indicata come l'assoluto arrendersi a Dio. Con lui quindi ebbe grande impulso la via tradizionale indiana della Bhakti (la via della devozione e dell'amore).